# Parramatta Railway Station
Parramatta Railway Station är en järnvägsstation belägen i Parramatta i New South Wales i Australien. Stationen öppnades den 26 september 1855 och flyttades till dess nuvarande plats den 4 juli 1860.